# Margaret Tallichet

Dans Une étoile est née (1937)

Margaret Lewis Tallichet, née le 13 mars 1914 à Dallas (Texas) et morte le 3 mai 1991 à Indio (comté de Riverside, Californie),, est une actrice américaine.

## Biographie
Elle est la fille de David Compton Tallichet et de Margaret Elizabeth Williford.
Après des études à l'Université méthodiste du Sud d'University Park (Texas), Margaret Tallichet s'établit en 1936 à Los Angeles, où elle est présentée à David O. Selznick. Celui-ci lui obtient un petit rôle non crédité dans un film qu'il produit, Une étoile est née de William A. Wellman (version de 1937, avec Janet Gaynor et Fredric March). Ce même producteur lui accorde également un petit rôle (finalement coupé au montage) dans Le Prisonnier de Zenda de John Cromwell (version de 1937) et lui fait aussi passer des auditions, comme à de nombreuses autres actrices de l'époque, pour les rôles de Scarlett O'Hara (obtenu par Vivien Leigh) et de sa sœur Carreen O'Hara (obtenu par Ann Rutherford) dans Autant en emporte le vent (1939).
Suivent deux premiers films sortis en 1938 où elle est créditée, dont Pensionnat de jeunes filles de John Brahm (avec Anne Shirley et Nan Grey). Son sixième film, sans doute le plus connu, est L'Inconnu du troisième étage de Boris Ingster (1940, avec Peter Lorre et Charles Waldron).
Après deux ultimes films sortis en 1941 (et donc un total de huit films américains), Ève a commencé d'Henry Koster (avec Deanna Durbin et Charles Laughton) et enfin The Devil Pays Off de John H. Auer (avec J. Edward Bromberg et Osa Massen), elle se retire définitivement de l'écran pour se consacrer à sa famille (lors de son dernier tournage, elle est enceinte de son deuxième enfant).
Margaret Tallichet aura cinq enfants jusqu'en 1952, tous nés de son mariage en 1938 avec le réalisateur William Wyler (1902-1981), dont elle reste veuve à son décès. À la suite de cette union, elle est également connue comme Margaret Wyler ou (par son surnom) « Talli » Wyler.
Se produisant en outre au théâtre durant sa brève carrière, elle joue notamment une fois à Broadway (New York) en 1940, dans la pièce Every Man for Himself de Milton Lazarus (en) (avec Murray Alper et Lee Tracy).
Elle meurt à 77 ans en 1991, quasiment dix ans après son époux.

## Filmographie complète
- 1937 : Une étoile est née (A Star Is Born) de William A. Wellman : Marion
- 1937 : Le Prisonnier de Zenda (The Prisoner of Zenda) de John Cromwell (petit rôle coupé au montage)
- 1938 : A Desperate Adventure (en) de John H. Auer : Betty Carrington
- 1938 : Pensionnat de jeunes filles (Girls' School) de John Brahm : Gwennie
- 1939 : Trafic d'hommes (Stand Up and Fight) de W. S. Van Dyke : une invitée du Fox Hunt
- 1940 : L'Inconnu du troisième étage (Stranger on the Third Floor) de Boris Ingster : Jane
- 1941 : Ève a commencé (It Started with Eve) d'Henry Koster : Gloria Pennington
- 1941 : The Devil Pays Off de John H. Auer : Joan Millard

## Théâtre à Broadway (intégrale)
- 1940 : Every Man for Himself de Milton Lazarus (en), mise en scène d'Arthur Ripley : Helen